# Ванда Вентам
Ванда Вентам (шп. Wanda Ventham; 5. август 1935) је британска глумица најпознатија по улогама Вирџиније Лејн у научнофантастичној серији НЛО и Памеле Пари у телевизијској комедији Мућке.

## Филмографија
| Улоге Ванде Вентам |                     |               |                                     | |
| Година             | Српски назив        | Изворни назив | Улога                               | Напомене |
| 1967.              | Затвореници         |               | чувар компјутера                    | 1 епизода |
| 1967. 1977. 1987.  | Доктор Ху           |               | Џин Рок Теа Рансом/Фендал Кор Фарун | серијал The Faceless Ones (6 епизода) серијал Image of the Fendahl (4 епизоде) серијал Time and the Rani (3 епизоде) |
| 1989–1992          | Мућке               |               | Памела Пари                         | 4 епизоде |
| 2001.              | Парови              |               | Една                                | 1 епизода |
| 2005.              | Убиства у Мидсамеру |               | Романи Роуз                         | 1 епизода |
| 2014.              | Шерлок              |               | госпођа Холмс                       | 2 епизоде |